# Bernd Ziesemer
Bernd Ziesemer (* 17. August 1953 in Bückeburg) ist ein deutscher Journalist und Kolumnist für die Zeitschrift Capital. Er schreibt für zahlreiche Wirtschaftsmedien wie Handelsblatt und Wirtschaftswoche. Der frühere Chefredakteur (2002–2010) der Wirtschafts- und Finanzzeitung Handelsblatt war von Oktober 2010 bis April 2014 Geschäftsführer der Corporate-Publishing-Sparte des Verlages Hoffmann und Campe.

## Leben und Wirken
Ziesemer besuchte nach dem Studium die Henri-Nannen-Schule, die er 1983 mit Erfolg abschloss. Danach arbeitete als Journalist, unter anderem als Korrespondent für Nachrichtenagenturen in Bonn und Frankfurt am Main. 
Ziesemer beschäftigte sich in den 1980er und 1990er Jahren intensiv mit der Volksrepublik China, die er häufig bereiste. Auf der Grundlage dieser Erfahrungen verfasste er 1989 das Buch Auf dem Rücken des Drachen – Asien im Kraftfeld Chinas, das sich kritisch mit der Machtpolitik der Pekinger Führung auseinandersetzt. Danach veröffentlichte Ziesemer eine ganze Reihe China-kritischer Artikel und Essays.
Von 1985 bis 1987 war er außenpolitischer Redakteur der Wirtschaftswoche in Düsseldorf, danach bis 1990 im selben Haus Ressortleiter Politik. Zwischen 1990 und 1994 arbeitete er als Bürochef des Handelsblatts und der Wirtschaftswoche in Moskau. Während dieser Zeit gab er die deutsche Übersetzung des „500-Tage-Plans“ heraus, das erste programmatische Dokument der russischen Wirtschaftsreformer um Grigori Jawlinski und Jegor Gaidar. 1995 wurde Ziesemer Tokio-Korrespondent der Wirtschaftswoche, was er bis Ende 1997 blieb. Danach schrieb er eine Zeit lang für die Wirtschaftswoche, bevor er 1999 zum stellvertretenden Chefredakteur des Handelsblattes berufen wurde. 2002 stieg er dort zum Chefredakteur auf. Zusätzlich war er zwischen Januar 2003 und August 2005, während das Handelsblatt mit dem Wall Street Journal Europe kooperierte, ehrenhalber Assistant Editor des Wall Street Journals. 2010 gab er die Chefredaktion des Handelsblatts auf.
Seit er in der Chefredaktion des Handelsblatts arbeitete, schrieb Ziesemer verschiedene Leitartikel und Essays zu Grundsatzfragen der Wirtschafts- und Außenpolitik, die außer im Handelsblatt auch in verschiedenen ausländischen Zeitungen veröffentlicht wurden. Gleichzeitig veröffentlichte er mehrere Bücher, unter anderem Die Neidfalle – Wie Mißgunst unsere Wirtschaft lähmt, eine kritische Auseinandersetzung mit der deutschen Gesellschaft.

## Politische Vergangenheit
Ziesemer war in den 1970er Jahren Mitglied der maoistischen KPD. Gemeinsam mit Karl Schlögel und Willi Jasper schrieb er 1980 über diese Zeit eine grundsätzliche Abrechnung in dem Buch Partei kaputt – Das Scheitern der KPD und die Krise der Linken.

## Auszeichnungen
Für sein Engagement für Freiheit und Menschenrechte in China wurde Ziesemer 2005 von der Internationalen Gesellschaft für Menschenrechte IGFM mit einem Journalistenpreis ausgezeichnet. 2009 wurde Ziesemer als Chefredakteur des Jahres 2009 durch das Medium Magazin geehrt.

## Corporate Governance
Ziesemer ist stark engagiert bei Fragen der Corporate Governance. Er unterstützte viele Jahre das Institut für Corporate Governance (ICG) an der Universität Witten/Herdecke, wo er als Gastdozent tätig war. Seit 2016 ist Ziesemer ehrenamtlich Vorstandsvorsitzender der Kölner Journalisten-Schule. Er unterrichtet auch an der Holtzbrinck-Schule für Wirtschaftsjournalisten in Düsseldorf.

## Werke
- Karl Schlögel, Willi Jasper, Bernd Ziesemer: Partei kaputt. Das Scheitern der KPD und die Krise der Linken. Edition VielFalt bei Olle und Wolter, Berlin 1981, ISBN 3-88395-704-6.
- Auf dem Rücken des Drachen. China auf dem Weg zur Weltmacht. Busse Seewald, Herford 1989, ISBN 3-512-00948-4.
- Die Neidfalle. Wie Mißgunst unsere Wirtschaft lähmt. Campus-Verlag, Frankfurt am Main; New York 1999, ISBN 3-593-36185-X.
- Pioniere der deutschen Wirtschaft. Was wir von den großen Unternehmerpersönlichkeiten lernen können. Campus-Verlag, Frankfurt am Main; New York 2006, ISBN 978-3-593-38121-3.
- Eine kurze Geschichte der ökonomischen Unvernunft. Die deutsche Wirtschaftspolitik und das Gesetz der unbeabsichtigten Folgen. Campus-Verlag, Frankfurt am Main; New York 2007, ISBN 3-593-38235-0.
- Ein Gefreiter gegen Hitler. Auf der Suche nach meinem Vater. Hoffmann und Campe, Hamburg Februar 2012, ISBN 978-3-455-50254-1.
- Maos Deutscher Topagent. Wie China die Bundesrepublik eroberte. Campus-Verlag, Frankfurt am Main, August 2023, ISBN 978-3-593-51795-7.